# Cerapachyinae
Cerapachyinae es una subfamilia de hormigas perteneciente a la familia Formicidae. Son clasificados por algunos autores como una tribu de la subfamilia Ponerinae. Contiene 220 especies repartidas en 5 géneros.
Poseen espinas en el pigidio y antenas cortas y gruesas. Carecen de estructura dorsal torácica. Son depredadores de otras especies de hormigas. Hay alrededor de 200 especies, distribuidas en todo el trópico.

## Géneros
- Tribu: Acanthostichini
  - Acanthostichus Mayr, 1887
- Tribu: Cerapachyini
  - Cerapachys F. Smith, 1857
  - Simopone Forel, 1891
  - Sphinctomyrmex Mayr, 1866
- Tribu Cylindromyrmecini
  - Cylindromyrmex Mayr, 1870